# Rodion Amirov
Rodion Ruslanovich Amirov, född 2 oktober 2001 i Salavat, Basjkirien, död 14 augusti 2023 i München, Tyskland, var en rysk professionell ishockeyspelare som spelade för bland annat Salavat Julajev Ufa i KHL.